# جاي هويل
جاي هويل (بالإنجليزية: Jay Howell)‏ هو لاعب كرة قاعدة أمريكي، ولد في 26 نوفمبر 1955 في ميامي في الولايات المتحدة.

## وصلات خارجية
- جاي هويل على موقع دوري كرة القاعدة الرئيسي (الإنجليزية)
- جاي هويل على موقعبيزبول رفرنس.كوم (الدوري الرئيسي) (الإنجليزية)
- جاي هويل على موقعبيزبول رفرنس.كوم (الدوري الثانوي) (الإنجليزية)